# Vara socken
Vara socken i Västergötland ingick i Barne härad, uppgick 1936 i Vara köping och området ingår sedan 1971 i Vara kommun och motsvarar från 2016 Vara distrikt.
Socknens areal var 12,93 kvadratkilometer varav 12,86 land (avser köpingen 1954). År 2000 fanns här 3 906 invånare. Tätorten Vara med sockenkyrkan Vara kyrka ligger i socknen. Före 1902 användes Önums kyrka som sockenkyrka.

## Administrativ historik
Socknen har medeltida ursprung.
Vid kommunreformen 1862 övergick socknens ansvar för de kyrkliga frågorna till Vara församling och för de borgerliga frågorna bildades Vara landskommun. 1894 utbröts Vara köping ur landskommunen som sedan 1936 uppgick i Vara köping som 1971 ombildades till Vara kommun. Församlingen utökades 2002 och uppgick 2018 i Varabygdens församling.
1 januari 2016 inrättades distriktet Vara, med samma omfattning som församlingen hade 1999/2000.  
Socknen har tillhört län, fögderier, tingslag och domsagor enligt vad som beskrivs i artikeln Barne härad. De indelta soldaterna tillhörde Skaraborgs regemente, Skånings kompani och Västgöta regemente, Barne kompani.

## Geografi
Vara socken ligger omkring och omfattar Vara med Afsån i nordväst och i socknen. Socknen är en uppodlad slättbygd på Varaslätten.

## Fornlämningar
Lösfynd från stenåldern har påträffats. Från järnåldern finns flatmarksgravar.

## Namnet
Namnet skrevs 1540 Wara och kommer från kyrkbyn. Namnet innehåller troligen vara, 'höglänt markområde; gräsmark'.